# Großkainraths
Großkainraths ist eine Ortschaft und eine Katastralgemeinde der Gemeinde Echsenbach im Bezirk Zwettl in Niederösterreich.

## Geografie
Das östlich von Echsenbach gelegene Dorf befindet sich an der Kreuzung der Landesstraße L65 mit der L67. Im Ort zweigt auch die L8098 ab.

## Siedlungsentwicklung
Zum Jahreswechsel 1979/1980 befanden sich in der Katastralgemeinde Großkainraths insgesamt 36 Bauflächen mit 21.756 m² und 29 Gärten auf 9.621 m², 1989/1990 gab es 36 Bauflächen. 1999/2000 war die Zahl der Bauflächen auf 109 angewachsen und 2009/2010 bestanden 39 Gebäude auf 83 Bauflächen.

## Geschichte
Laut Adressbuch von Österreich waren im Jahr 1938 in Großkainraths zwei Gastwirte, eine Hebamme, ein Marktfahrer, ein Schmied, eine Schneiderin und  einige Landwirte ansässig.

## Bodennutzung
Die Katastralgemeinde ist landwirtschaftlich geprägt. 262 Hektar wurden zum Jahreswechsel 1979/1980 landwirtschaftlich genutzt und 82 Hektar waren forstwirtschaftlich geführte Waldflächen. 1999/2000 wurde auf 257 Hektar Landwirtschaft betrieben und 84 Hektar waren als forstwirtschaftlich genutzte Flächen ausgewiesen. Ende 2018 waren 252 Hektar als landwirtschaftliche Flächen genutzt und Forstwirtschaft wurde auf 86 Hektar betrieben. Die durchschnittliche Bodenklimazahl von Großkainraths beträgt 29 (Stand 2010).